# Ján Hudacký
Ján Hudacký este un om politic slovac, membru al Parlamentului European în perioada 2004-2009 din partea Slovaciei.
1. ↑  Deputații în Parlamentul European